# Porsche 917
Porsche 917 är en sportvagn, tillverkad av den tyska biltillverkaren Porsche mellan 1969 och 1973. Den gav Porsche totalsegrarna i Le Mans 1970 och 1971 och bidrog till att Porsche vann världsmästerskapen för sportvagnar åren 1969, 1970 och 1971 tillsammans med Porsche 908. Motorn var Porsches första 12-cylindriga motor och slagvolymen var på 4,5, 4,9 eller 5,0 liter. 917/30 modellen kunde accelerera 0 – 100 km/h på 2,3 sekunder, 0 – 200 km/h på 5,3 sekunder och hade en toppfart på över 390 km/h.  Bilen har gått till sportvagnshistorien som en av de framgångsrikaste sportvagnsmodellerna någonsin. Under de tre officiella säsongerna startade den i 21 tävlingar och vann inte mindre än 14 av dessa.

## Bakgrund
Porsche 917 skapades efter förändringar i FIA:s reglemente för sportvagnsprototyper inför 1969. De nya reglerna tillät bland annat en motorvolym på upp till 5 liter för bilar byggda i 50 exemplar. FIA sänkte inför 1969 kravet på antalet byggda bilar till 25 exemplar, vilket fick Porsche att bygga en efterföljare till 904, 907 och 908-modellerna.

## Utveckling

### 917
Den nya modellen presenterades den 12 mars 1969 på Internationella bilsalongen i Genève vitlackad med grön front i Automobile Club de Suisse:s bås och den utannonserades med ett försäljningspris på 140 000 D-mark till kund eller motsvarande priset av 10 st Porsche 911 vid denna tid. Representanten för FIA, (Federation Internationale de l'automobile), Dean Delamont, sa till Porsche att han ville se 25 st färdigbyggda Porsche 917 klara att tävla i sportvagnsklassen eftersom Porsche anmält till FIA att man avsåg att ställa upp och tävla i Sportvagns-VM med bilen. Delamont sa att han skulle återkomma om fyra veckor till Porschefabriken för att kontrollera att Porsche verkligen lyckats tillverka rätt antal bilar och att dessa uppfyllde FIA:s reglemente eftersom satsningen att bygga 25 stycken 5,0 liters bilar var både högst oväntad men även mycket riskfylld ekonomiskt för Porsche. Porsche hade tidigare vunnit Sportvagns-VM varje år sedan 1963 i klassen upp till 2 liters slagvolym med sex och åttacylindriga motorer men nu så ville man slå Ford och Ferrari i de högre klasserna och vinna Le Mans. Ferdinand Piëch som då arbetade som ingenjör på Porsches utvecklingsavdelning visade upp 25 färdigbyggda bilar för FIA:s förvånade funktionärer den 20 april 1969 uppställda på rad utanför fabriken i Zuffenhausen, han visade upp 25 st nycklar till bilarna och erbjöd dem även att provköra vilken bil som helst vilket de avböjde. Därefter fick man klartecken att börja tävla den 1 maj 1969 av FIA. 
För att hålla nere kostnader och utvecklingstid var motorn i Porsche 917 en utveckling av föregångarna och var konstruerad av Dr.Ing.h.c. Hans Mezger och Paul Hensler.  Motorn var Porsches första luftkylda motor med tolv cylindrar och kraften togs ut i mitten av motorn, liksom kamdrevsdrivningen av de fyra överliggande kamaxlarna, istället för som normalt i svänghjulsänden. Den uppfattas därför som två sammankopplade sexcylindriga motorer. Trots att motorn var platt, som hos föregångarna, var det ingen äkta boxermotor, utan snarare en V-motor med 180° mellan cylinderbankarna. Boxermotorn har en egen vevaxelbult för varje vevstake, men i V-motorer delar två vevstakar på samma vevaxelbult. Vevaxeln hade åtta ramlager. Varje cylinder hade dubbla tändstift, motorn dubbla tändfördelare och bränsleinsprutningen var av märket Bosch och var av mekanisk typ med 12 kolvar i dubbla rader. Motorvolymen var i sitt ursprungliga utförande på 4,5 liter, men till den andra tävlingssäsongen förstorades den till 5 liter. Vikten på motorn var 162 kg. Växellådan var fyra eller femväxlad med differentialspärr. En stor fläkt lades ovanpå motorn bakom föraren för att kyla motorn och värmen kunde bli upp till 70 grader i förarutrymmet i början av bilens utveckling. På grund av motorns storlek så satt föraren långt fram i bilen och hade fötterna framför framaxeln för att inte göra bilen för lång samt för viktfördelningens skull. 917 hade för sin tid en mycket avancerad teknik med olika komponenter tillverkade i lättmetaller som aluminium, magnesium och titan. Bromsarna var av fabrikat Ate med ventilerade skivor och bromsbalansen mellan fram och bakaxel kunde justeras inifrån bilen med ett reglage av föraren under körning. Stora ansträngningar gjordes för att få ner vikten så mycket som möjligt överallt i bilen, till exempel så var växelspaksknoppen gjord av balsaträ och till och med tändningsnyckelns grepp var urborrat för att väga så litet som möjligt. 
Bilen hade ett rörramschassi i lättmetall, (aluminium eller magnesium), som var permanent trycksatt med gas vilket kunde övervakas med en manometer, (i vissa versioner inifrån bilen av föraren), för att detektera eventuella sprickor i svetsfogarna och som endast vägde 37-47 kg, (beroende på version), och en kaross i glasfiber vilket gjorde den mycket lätt, endast 800 kg fulltankad. Bränsletanken rymde 120 liter. Tack vare den låga vikten och den kraftfulla motorn var 917 mycket snabb, men problem med aerodynamiken gjorde bilen instabil i hög fart. Under den första tiden ville Porsches bästa förare hellre köra 908:an som var mer lättkörd och förutsägbar i kritiska situationer. Porsche löste snart problemen, bland annat genom att införa en delad spoilervinge bak som följde fjädringsrörelserna. Karossens bakdel byttes ut efter banans utformning. På snabba, långsträckta banor som Le Mans användes en lång, slank variant (Langheck) som gav hög toppfart. På långsamma, kurviga banor som Nürburgring användes en kort variant (Kurzheck) som gav högt marktryck.
Porsche hade byggt 917-modellen, fullt medvetna om att femlitersbilarna skulle förbjudas efter 1971. Efter denna sista säsong lade Porsche ned sin satsning på sportvagns-VM och flyttade sitt intresse till Nordamerika.

### 917/10
USA-marknaden blev allt viktigare för Porsche och sedan man vunnit sportvagns-VM tre år i rad i tävlingar som huvudsakligen gick i Europa satsade man på den nordamerikanska CanAm-serien istället. Porsche utvecklade 917-modellen tillsammans med Penske Racing.
Medan FIA införde nya begränsningar av motorstorleken i sportvagns-VM, var reglerna i CanAm mycket liberala. Porschemotorn var liten i jämförelse med de inhemska V8-motorer som vanligtvis användes, men man valde att kompensera för detta med hjälp av turboladdning. Porsche började med att använda den ursprungliga 4,5-litersmotorn, men gick snart upp till fem liter. Chassit förstärktes för att klara av den extra kraften, liksom växellådan.

### 917/30
Till 1973 ökade Porsche på slagvolymen ytterligare. Under kvalen ökade man laddtrycket så att effekten översteg 1500 hk, men under tävlingarna ”nöjde” man sig med 1100 hk, för att motorn skulle hålla distansen ut. Detta är den starkaste sportvagn som använts i tävlingar och bilen står omnämnd i Guinness Rekordbok som den accelerationssnabbaste tävlingsbilen någonsin.
Porsche dominerade CanAm-serien totalt under 1972-73 och till 1974 infördes begränsningar av bränsleförbrukningen, med hänvisning till oljekrisen. Detta drabbade främst Porsches turbomotorer, som drog kopiösa mängder bränsle. Efter att ha kört säsongen 1974 med sugmotorer drog sig Porsche tillbaka från CanAm. Som ett sista bevis på bilens potential passade Mark Donohue på att slå hastighetsrekordet för tävlingsbilar på bana på Talladega Superspeedway i augusti 1975, med en snitthastighet på 355,9 km/h.

## Tekniska data
| Tekniska data               | 917 (1969)                                                            | 917 (1970-71)                                                         | 917/10 (1971)                                                         | 917/10 (1972)                                                         | 917/30                                                                |
| --------------------------- | --------------------------------------------------------------------- | --------------------------------------------------------------------- | --------------------------------------------------------------------- | --------------------------------------------------------------------- | --------------------------------------------------------------------- |
| Motor:                      | 12-cylindrig 180° V-motor                                             | 12-cylindrig 180° V-motor                                             | 12-cylindrig 180° V-motor med turbo                                   | 12-cylindrig 180° V-motor med turbo                                   | 12-cylindrig 180° V-motor med turbo                                   |
| Kylning:                    | Luftkylning                                                           | Luftkylning                                                           | Luftkylning                                                           | Luftkylning                                                           | Luftkylning                                                           |
| Cylindervolym:              | 4494 cm³                                                              | 4907 cm³                                                              | 4494 cm³                                                              | 4907 cm³                                                              | 5374 cm³                                                              |
| Borrning x slaglängd:       | 85,0 x 66,0 mm                                                        | 86,8 x 70,4 mm                                                        | 85,0 x 66,0 mm                                                        | 86,8 x 70,4 mm                                                        | 90,0 x 70,4 mm                                                        |
| Max effekt vid varvtal:     | 520 hk vid 8 000 v/min                                                | 600 hk vid 8 400 v/min                                                | 850 hk vid 8 000 v/min                                                | 1000 hk vid 8 000 v/min                                               | 1100 hk vid 7 800 v/min                                               |
| Max vridmoment vid varvtal: | 460 Nm vid 6 800 v/min                                                | 600 Nm vid 6 500 v/min                                                |                                                                       | 931 Nm vid 4 600 v/min                                                | 1098 Nm vid 6 400 v/min                                               |
| Ventilstyrning:             | Dubbla överliggande kamaxlar per cylinderrad, 2 ventiler per cylinder | Dubbla överliggande kamaxlar per cylinderrad, 2 ventiler per cylinder | Dubbla överliggande kamaxlar per cylinderrad, 2 ventiler per cylinder | Dubbla överliggande kamaxlar per cylinderrad, 2 ventiler per cylinder | Dubbla överliggande kamaxlar per cylinderrad, 2 ventiler per cylinder |
| Bränslesystem:              | Bosch bränsleinsprutning                                              | Bosch bränsleinsprutning                                              | Bosch bränsleinsprutning                                              | Bosch bränsleinsprutning                                              | Bosch bränsleinsprutning                                              |
| Växellåda:                  | 5-växlad manuell                                                      | 5-växlad manuell                                                      | 4-växlad manuell                                                      | 4-växlad manuell                                                      | 4-växlad manuell                                                      |
| Hjulupphängning fram & bak: | Dubbla tvärlänkar, skruvfjädrar, krängningshämmare                    | Dubbla tvärlänkar, skruvfjädrar, krängningshämmare                    | Dubbla tvärlänkar, skruvfjädrar, krängningshämmare                    | Dubbla tvärlänkar, skruvfjädrar, krängningshämmare                    | Dubbla tvärlänkar, skruvfjädrar, krängningshämmare                    |
| Bromsar:                    | Hydrauliska skivbromsar                                               | Hydrauliska skivbromsar                                               | Hydrauliska skivbromsar                                               | Hydrauliska skivbromsar                                               | Hydrauliska skivbromsar                                               |
| Chassi & kaross:            | Fackverksram av aluminium med plastkaross                             | Fackverksram av aluminium med plastkaross                             | Fackverksram av aluminium med plastkaross                             | Fackverksram av aluminium med plastkaross                             | Fackverksram av magnesium med plastkaross                             |
| Hjulbas:                    | 230 cm                                                                | 230 cm                                                                | 230 cm                                                                | 230 cm                                                                | 250 cm                                                                |
| Torrvikt:                   | 800 kg                                                                | 885 kg                                                                | 780 kg                                                                | 780 kg                                                                | 800 kg                                                                |
| Toppfart:                   | 320 km/h                                                              | 360 km/h                                                              | 343 km/h                                                              | 343 km/h                                                              | 385-409 km/h                                                          |
| Acc. 0 – 100 km/h:          |                                                                       |                                                                       |                                                                       |                                                                       | 2,1 s                                                                 |
| Acc. 0 – 200 km/h:          |                                                                       |                                                                       |                                                                       |                                                                       | 5,3 s                                                                 |
| Acc. 0 – 300 km/h:          |                                                                       |                                                                       |                                                                       |                                                                       | 11,3 s                                                                |

## Tävlingsresultat

### Sportvagns-VM 1969
Bilen debuterade i sportvagns-VM en bit in på säsongen 1969, vid Spa 1000 km. På träningen för Le Mans 1969 var 917 snabbast och klar favorit men bilen visade sig vara svårkörd på grund av sin aerodynamik, särskilt karossens bakre del som gav avsevärda lyftkrafter vid högre hastigheter, den starka motorn och dess höga topphastighet som gjorde den 20–30 km/h snabbare än allt annat som körde då på Le Mans. Porsche hade inför Le Mans 1969 konstruerat en rörlig tvådelad spoiler bak som samverkade med bilens fjädringsrörelser men FIA:s funktionärer hade synpunkter på konstruktionen vid besiktningen inför träningen och tävlingen och ville först inte godkänna spoilern som man aldrig sett förut. Porsches stallchef Rico Steinemann hotade då att dra Porsche ur tävlingen eftersom man ansåg att bilen var för farlig att köra utan dessa spoilers på grund av dess höga topphastighet och aerodynamik. Till slut så godkändes bilen med viss tveksamhet av FIA. Porsches tekniker trodde först att bilens instabilitet i högre hastigheter berodde på ett för svagt chassi eller på framfjädringen och gjorde kontroller på dessa komponenter men det visade sig så småningom att instabiliteten i all huvudsak i stället berodde på karossens aerodynamik. Ändringar gjordes även på bränslesystemet som fick dras om eftersom problem med ångbildning uppstod på grund av den höga temperatur som bilens motorrum fått av avgasystemet. Den tunna plastkarrossen var byggd för att ge ett så lågt cW värde, (luftmotstånd), som möjligt för att ge högsta möjliga toppfart men vid denna tid i slutet av sextiotalet så var betydelsen av marktryck, (downforce), vid höga hastigheter ännu inte fullt förstådd även om en del Formel 1 bilar börjat använda vingar. Tidigare byggda tävlings Porschar hade varit undermotoriserade med sina två eller trelitersmotorer men i fallet med 917 så var fallet snarast det motsatta. Enligt en av dess fabriksförare, (Vic Elford), kunde Porschens bakhjul fås att spinna loss på alla växlarna runt Le Mans om man så ville. Privatföraren John Woolfe som köpt en av de första tillverkade 917 för 140.000 D-mark vilket var långt under tillverkningskostnaden och självkostnadspriset och fått den levererad av Porschefabriken strax före träningen inför Le Mans tappade sladdande kontrollen över bilen under tävlingens första varv och kraschade våldsamt i Armcoräcket vid de snabba och svåra "Maison Blanche" kurvorna i slutet av första varvet när han skulle köra om några långsammare bilar. Den fulltankade bilen slets itu i flera delar, bränsletanken lossnade från Porschen och fastnade under Chris Amons Ferrari 312P som började brinna, Woolfe kastades ur bilen och omkom och orsaken till olyckan ansågs vara att han var ovan vid den svårkörda och snabba bilen förutom att han inte hade varit fastspänd och inte heller stängt dörren ordentligt. Woolfe hade kört ett Le Mans tidigare 1968 och då med en Chevron B 12 Repco men Porschefabriken behövde sälja bilarna för att få in pengar eftersom utvecklingen och tillverkningen av 917 kostat enorma summor, 21 miljoner D mark, (46 st byggda bilar sammanlagt), och försatt Porsches verksamhet i stora ekonomiska svårigheter. Vid träningen inför tävlingen så hade Woolfe:s co-driver Digby Martland spunnit runt med bilen i 300 km/h på Mulsannerakan utan att krascha och han vägrade därefter att köra bilen mer eftersom han ansåg den vara för svår att hantera i höga hastigheter. Woolfe avråddes från att ta Le Mans starten eftersom han ansågs vara för oerfaren och hans team ville i stället att den mer erfarne fabriksföraren för Porsche Herbert Linge som nu skulle köra för Martland i stället skulle starta men Woolfe insisterade på att ta starten eftersom han flugit ner sin familj från England för att de skulle se starten och tävlingen. Woolfe:s krasch på första varvet bidrog starkt till att den klassiska så kallade "Le Mans starten" när förarna sprang fram över startbanan till bilarna som stod snett parkerade vid depåerna för att köra iväg så fort som möjligt utan ha tid att spänna fast sig förbjöds från och med 1970 års tävlingar. De andra två 917 som var anmälda av Porschefabriken och körda av fabriksförarna Vic Elford och Richard Attwood samt Kurt Ahrens och Rolf Stommelen bröt senare tävlingen på grund av överhettad växellåda och problem med koppling. Inkörningsproblemen tog lite tid att rätta till, men 917-modellen tog till slut sin första seger i säsongens sista lopp vid Zeltweg 1000 km genom Jo Siffert och Kurt Ahrens.
Tillsammans med segrarna för den mindre 908-modellen tog Porsche sin första totalseger i världsmästerskapet för tillverkare av sportvagnar 1969.

### Sportvagns-VM 1970
Säsongen 1970 koncentrerade sig Porsche på utvecklingen av bilarna och överlät tävlandet på John Wyer Automotive Engineering som tillsammans med Gulf Racingteam blev Porsches officiella tävlings och utvecklingsstall, Gulf Porsche Team, med sju st bilar och med den klassiska och välkända ljusblå och oranga tävlingsfärgen. Porsche Salzburg var ett annat stall som var kontrollerat av delar av Porschefamiljen och som ställde upp för att vinna Le Mans vilket förvånade John Wyer och Gulf Porscheteam då de inte fått någon kännedom om detta av Porsche innan tävlingen. Martini Racing var ett tredje privat stall som fick visst bistånd och hjälp av Porschefabriken för att vinna Le Mans. Porschefabriken hade uppenbarligen bestämt sig för att vinna Le Mans genom att sponsra tre olika Porsche stall och låta dessa konkurrera mot varandra. 917-modellen vann sju av säsongens tio tävlingar, däribland Porsches första totalseger på Le Mans 24-timmars, med Porsche Salzburgstallets Richard Attwood och Hans Herrmann på första plats med en 917 KH 4,5 liter, följda av Martinistallets Gérard Larrousse och Willi Kauhsen på andra plats med en 917 LH med den mycket originella lackdekoren kallad "Hippie car" eller "Psychedelic Porsche". Dessa två bilar paraderade sedan genom gatorna i Stuttgart från Porschefabriken till stadshuset efter segern. Endast totalt sju bilar slutförde officiellt den hårda och utslagsgivande tävlingen som tidvis kördes i hällregn och stormbyar. Mest framgångsrika under 1970 var dock förarparet Pedro Rodríguez och Leo Kinnunen som stod för fyra av säsongens segrar.
908-modellen vann dessutom två tävlingar 1970 och Porsche vann världsmästerskapet för tillverkare av sportvagnar överlägset för andra året i rad.

### Sportvagns-VM 1971
Säsongen 1971 dominerades stort av Gulf Porsche team stallet med de ljusblå och oranga bilarna och Martini-Porsche stallet som vann sju av elva tävlingar med 917-modellen, däribland en andra raka Le Mans-seger som Martinistallet stod för med Helmut Marko och Gijs van Lennep med en 917 K med en magnesiumram som dessutom slog ett distansrekord med 397 körda varv, 533,5 körda mil på 24 timmar med en snitthastighet av 222,3 km/h. Ett längd och hastighetsrekord som med hänsyn till omräkning för ändrad bansträckning under efterkommande år kom att stå sig ända till år 2010 då en Audi R15 Tdi kom att slå det och då med tre i stället för två förare. Under säsongen 1971 var Pedro Rodríguez mest framgångsrik, med fyra segrar före Jackie Oliver med tre segrar.
I VM tog 908-modellen en seger och Porsche tog sin tredje raka titel i världsmästerskapet för tillverkare av sportvagnar med god marginal.

### CanAm 1972
Penskes förare Mark Donohue  hade varit med och testat ut 917-modellen för CanAm-serien 1972, men skadades allvarligt på försäsongen. Hans efterträdare George Follmer tog vid och vann sex av nio lopp och vann mästerskapet överlägset.

### CanAm 1973
Till säsongen 1973 var Mark Donohue tillbaka hos Penske efter sin konvalescens. Donohue vann sex av åtta lopp och tog hem mästerskapet, före George Follmer och ytterligare två Porsche-förare.

### CanAm 1974
1974 lämnade regeländringarna Porsche-bilarna utan vinstchanser. Bästa Porsche-förare i mästerskapet blev Dennis Aase, med en åttondeplats i en 908. Bäste 917-förare blev Brian Redman på en tiondeplats.